# روبن ساناميان
روبن ساناميان (بالأرمنية: Ռուբեն Սանամյան) (بالإنجليزية: Ruben Sanamyan)‏ (22 سبتمبر 1976 في ديليجان - )؛ عسكري أرمني، برتبة نقيب في القوات المسلحة الأرمنية، حاصل على وسام البطل القومي لأرمينيا في 18 أغسطس 2020، إثر قيادته الميدانية للاشتباكات الحدودية الأرمنية الأذربيجانية التي اندلعت في يوليو 2020.